# Трговина људима у Луксембургу
Трговина људима у Луксембургу је 20. априла 2009. ратификовао Протокол УН о трговини људима из 2000.

## Историјат
Луксембург је 2008. године био одредишна земља за жене којима се транснационално тргује у сврху комерцијалне сексуалне експлоатације. Током извештајног периода, женама је трговано из Бугарске и Украјине. Према луксембуршком Црвеном крсту, све већи број жена из Африке и Латинске Америке бави се проституцијом у земљи и може бити жртва трговине људима.
Влада Луксембурга поштује минималне стандарде за елиминацију трговине људима. Улажу напоре у спровођењу закона тако што је изрекла казне и осудила више трговаца људима током периода извештавања и предузела кораке против дечје проституције.
Канцеларија за праћење и борбу против трговине људима је Луксембург ставила као прву земљу у Извештају о трговини људима 2017. и 2023.
Између 2018. и 2021. влада је званично идентификовала двадесет жртава које су све доведене у Луксембург из других земаља.
Године 2023. Индекс организованог криминала је Луксембургу дао оцену 3,5 од 10 за трговину људима.

## Тужилаштво (2008)
Влада је 2007. године уложила напоре за спровођење закона у борби против трговине људима. Током извештајног периода је осудила шест трговаца људима по оптужбама за стицање проституције, трговину људима и кријумчарење. Казне су се кретале од једне до три године затвора и укључивале су новчане казне. 
Члан 379. Кривичног закона изричито криминализује трговину људима у сврху сексуалне експлоатације, али се експлицитно не бави трговином људима у сврху присилног рада. Криминализован је ратификацијом Европске социјалне повеље из 1996. године. 
Влада редовно одржава обуке за полицију, имиграцију и друге владине званичнике и невладине организације о идентификацији жртава. Није било доказа да су луксембуршки јавни званичници саучесници у трговини људима.

## Заштита (2008)
Влада Луксембурга нуди заштиту идентификованим жртвама трговине људима од 2007. године. Подстиче жртве да учествују у кривичној истрази и, кроз финансирање две домаће невладине организације, пружа уточиште, заштиту и помоћ жртвама. Владина специјализована полицијска јединица за борбу против трговине људима је известила да је легална комерцијална сексуална трговина у Луксембургу катализатор трговине људима и да је пратила сектор проституције у потрази за доказима о трговини људима. 
Извештај владе из 2007. процењује да је у Луксембургу било до петсто жена у проституцији. Иако се жртве не кажњавају за незаконите радње почињене као директна последица њихове трговине, жене које се баве проституцијом које се илегално налазе у земљи често бивају депортоване или затваране, а влада није пружила доказе да је систематски проверавала ове жене на индикаторе трговине људима. Влада није успоставила мрежу за координацију бриге о жртвама трговине људима, планирану 2006.

## Превенција (2008)
Министарство је 2007. године организовало симпозијуме како би промовисало негативне ефекте сексуалне експлоатације, али није спровела никакве посебне кампање подизања свести о борби против трговине људима како би спречила трговину људима у оквиру индустрије легалног секса у Луксембургу током периода извештавања. 
Влада је 2007. суфинансирала и покренула кампању са ECPAT-ом како би спречила своје држављане да се баве дечјом проституцијом у иностранству. Креирала је посебну мејл адресу за примање савета и дистрибуираних постера и летака преко туристичких агенција, на националном аеродрому, у болницама и у градским кућама.